# Aspergillus quadricingens
Aspergillus quadricingens är en svampart som beskrevs av Kozak. 1989. Aspergillus quadricingens ingår i släktet Aspergillus och familjen Trichocomaceae.   Inga underarter finns listade i Catalogue of Life.